# خواكين غوتيريز (لاعب كرة قدم)
خواكين غوتيريز (بالإسبانية: Joaquín Gutiérrez)‏ هو لاعب كرة قدم تشيلي، ولد في 4 يوليو 2002 في شيغوانتي في تشيلي.